# Manuel de Sárraga
Manuel de Sárraga Gómez (Valencia, 8 de diciembre de 1943) es un abogado y político español que ha desarrollado la mayor parte de su actividad en Cataluña.

## Biografía
Obtuvo el acta de diputado encabezando la candidatura de Unión de Centro Democrático (UCD) al Congreso por la circunscripción de Lérida en las elecciones generales de 1977 y 1979. En las elecciones generales de 1982, la derrota electoral de UCD le impidió renovar mandato. En 1978, en su calidad de diputado, fue miembro de la denominada Comisión de los Veinte que redactó el anteproyecto de Estatuto de autonomía de Cataluña de 1979. Fue vocal de la Comisión de Presupuestos en el Congreso. Compaginó su tarea parlamentaria con la de asesor del Ministro de Economía y Hacienda, Jaime García Añoveros.
Fue secretario general de Centristas de Cataluña-UCD entre 1981 y 1982, y miembro del Comité Ejecutivo estatal de la UCD entre 1980 y 1982. Durante la crisis interna de UCD tras la derrota electoral de 1982, se alineó con Adolfo Suárez, integrándose en el Centro Democrático y Social (CDS), del que fue miembro de la dirección nacional. Encabezó la lista del CDS, otra vez por Lérida, en las elecciones de 1986, pero no resultó elegido. Con la retirada de la actividad política de Adolfo Suárez y la práctica desaparición del CDS, abandonó la militancia política y se dedicó a trabajar como abogado en el bufete Betriu Casas Sárraga.